# نیروگاه هسته‌ای سندای
نیروگاه هسته‌ای سندای (به لاتین: Sendai Nuclear Power Plant) یک نیروگاه هسته‌ای در ژاپن است که در ساتسوماسندای، کاگوشیما واقع شده‌است.